# JDeveloper
JDeveloper — бесплатная интегрированная среда разработки программного обеспечения, разработанная корпорацией Oracle. Предоставляет возможность для разработки на языках программирования Java, JavaScript, BPEL, PHP, SQL, PL/SQL и на языках разметки HTML, XML. JDeveloper покрывает весь жизненный цикл разработки программного обеспечения от проектирования, кодирования, отладки, оптимизации и профилирования до его развёртывания.
Производитель отмечает в качестве основной задачи среды — максимальное использование возможностей визуального и декларативного подхода к разработке программного обеспечения в дополнение к удобной среде кодирования. Oracle JDeveloper интегрирована с Oracle ADF — Java EE-каркасом для создания коммерческих приложений на Java.

## Возможности
До версии 11g JDeveloper поставлялся в трёх редакциях (от младшей к старшей): Java Edition, J2EE Edition и Studio Edition. Каждая более старшая редакция включает возможности младшей, все редакции поставлялись бесплатно. JDeveloper 11g имеет только две редакции: Java Edition и Studio Edition (возможности J2EE Edition внесены в Studio Edition).
JDeveloper написана полностью на Java, поэтому работает на всех операционных системах, имеющих JDK.
Возможности среды по мере старшинства редакций:

| Java Edition - Редакторы кода, навигатор - Поддержка Java SE 5 - Рефакторинг - Модульное тестирование - Версионный контроль - Аудит и метрики - Отладка и профилирование - Поддержка сборщика Ant - Swing - Maven - XML - Открытые API и расширения | J2EE Edition - JSP - Struts - JSF, включая 2.0 - Facelets - EJB - TopLink - Веб-службы - RESTful веб-службы - UML - Проектирование баз данных - Развёртывание и управление проектом - Интеграция с Hudson | Studio Edition - ADF Databinding - ADF Faces - ADF Faces Skin Editor - ADF Mobile - ADF Business Components - ADF Swing - ADF Deployment - BPEL Designer - ESB Designer - Разработка портлетов - Мост Portlet/JSF |

## История
Первая версия JDeveloper появилась в 1998 году и была основана на среде JBuilder корпорации Borland. В версии 9i (2001 год) JDeveloper был полностью переписан на Java.
В версии 10g появилась поддержка Oracle ADF.
В 2006 году была выпущена версия 10.1.3.1, добавившая поддержку EJB 3.0, BPEL и ESB.
В мае 2007 года появилась версия 11g.
В июле 2013 года появилась версия 12c.

## Лицензия
JDeveloper — проприетарное и бесплатное программное обеспечение для разработки и развёртывания приложений. Oracle ADF требует платной лицензии для продуктивной эксплуатации, если развернуто вне серверов приложений семейства Oracle Fusion Middleware.